# Valerie Fleming
Valerie Fleming (née le 18 décembre 1976 à San Francisco) est une bobeuse américaine. Elle a obtenu ses plus grands succès avec Shauna Rohbock.

## Palmarès

### Jeux olympiques
- Médaille d'argent en bob à deux en Jeux olympiques d'hiver de 2006 à Turin  Italie.

### Championnats monde
- Championnats du monde de la FIBT 2005 :  Médaille de bronze au bob à deux.
- Championnats du monde de la FIBT 2007 :  Médaille de bronze au bob à deux.
- Championnats du monde de la FIBT 2009 :  Médaille de bronze à l'épreuve mixte par équipe.
- Championnats du monde de la FIBT 2011 :  Médaille d'argent au bob à deux.

### Coupe du monde
- 22 podiums : 
  - en bob à 2 : 4 victoires, 10 deuxièmes places et 4 troisièmes places.

#### Détails des victoires en Coupe du monde
| Édition   | Bob à 2           |
| 2006-2007 | Calgary Park City |
| 2008-2009 | Königssee         |
| 2010-2011 | Igls              |